# José Daniel González
José Daniel González (* 4. September 1994) ist ein venezolanischer Leichtathlet, der im Mittelstrecken- und Hindernislauf an den Start geht.

## Sportliche Laufbahn
Erste Erfahrungen bei internationalen Meisterschaften sammelte José Daniel González im Jahr 2017, als er bei den Juegos Bolivarianos in Santa Marta sein Rennen über 3000 m Hindernis nicht beenden konnte. 2021 belegte er bei den Südamerikameisterschaften in Guayaquil in 8:56,70 min den vierten Platz im Hindernislauf und erreichte nach 3:46,30 min Rang sieben im 1500-Meter-Lauf. Im Jahr darauf gewann er bei den Hallensüdamerikameisterschaften in Cochabamba in 3:57,13 min die Silbermedaille hinter den Bolivianer David Ninavia und über 3000 m sicherte er sich in 8:49,80 min die Bronzemedaille hinter dem Bolivianer Daniel Toroya und Ederson Pereira aus Brasilien. 2024 gelangte er bei den panamerikanischen Crosslaufmeisterschaften in San Salvador nach 30:45 min auf Rang zwölf und anschließend wurde er bei den Ibero-Amerikanischen Meisterschaften in Cuiabá in 8:55,98 min Zehnter im Hindernislauf.

## Persönliche Bestzeiten
- 1500 Meter: 3:46,30 min, 29. Mai 2021 in Guayaquil
  - 1500 Meter (Halle): 3:57,13 min, 19. Februar 2022 in Cochabamba
  - 3000 Meter (Halle): 8:49,80 min, 20. Februar 2022 in Cochabamba
- 3000 m Hindernis: 8:55,98 min, 10. Mai 2024 in Cuiabá